# Optički teleskop
Optički teleskop sastoji se od objektiva i okulara povezanih s pomoću cijevi (tubusa) i, po potrebi, od malog dalekozora (tražioca), uređaja za praćenje promjene položaja nebeskih tijela zbog rotacije Zemlje, te od uređaja za snimanje, analiziranje i pretvorbu slike u elektronički oblik. Najveći su optički teleskopi na Zemlji: Južnoafrički Veliki Teleskop (eng. Southern African Large Telescope), promjera 11 metara, postavljen 2005. u Južnoafričkoj Republici; GTC (špa. Gran Telescopio Canarias), promjera 10.4 metra, postavljen 2006. na Kanarskom otoku La Palma; Keck 1 i Keck 2 (Teleskopi Keck), promjera 10 metara, postavljeni 1993. i 1996. na Havajskom otoku Hawaii (Opservatoriji Mauna Kea), i četiri Vrlo velika teleskopa ili VLT (engl. Very Large Telescope), promjera 8,2 metra, postavljena 1998., 1999., 2000. i 2001. u pustinji Atacama u Čileu (Europski južni opservatorij). U Hrvatskoj optički teleskopi su u zvjezdarnicama u Zagrebu, Višnjanu, Tićanu, Puli i drugi, uglavnom služe za edukaciju i popularizaciju astronomije.
Posebnu vrstu optičkih teleskopa čine teleskopi za promatranje Sunca, koji se koriste danju, obično su robusne izvedbe i nepokretni, a svjetlost se usmjerava prema pretvorniku slike u elektronički oblik s pomoću celostata (moderniji oblik heliografa). Najveći je Sunčev teleskop McMath-Pierce (eng. McMath-Pierce Solar Telescope) promjera 1,6 metra, postavljen 1962. u Arizoni, SAD, a u Hrvatskoj Opservatorij Hvar. Opservatorij Hvar Geodetskoga fakulteta Sveučilišta u Zagrebu je zvjezdarnica za astrofizička istraživanja, smještena iznad grada Hvara (visina smještaja kupola između 173 i 245 metara nad morem). Otvoren je 1972. i u njem se obavljaju istraživanja u području fizike Sunca, fotometrije zvijezda, posebno promjenljivih zvijezda razreda Be, te se istražuju zvjezdani skupovi i galaktike. Za opažanje Sunca služi dvostruki teleskop; jednim se snima fotosfera (otvor leće 217 mm, žarišna duljina 2 450 mm), a drugim kromosfera (130 mm, odnosno 1 950 mm), koja se snima s uskopojasnim spektralnim filtrom. Za opažanje zvijezda koristi se reflektor Cassegrainova sustava, otvora 65 cm, te od 1997. zajednički austrijsko-hrvatski teleskop, sa zrcalom promjera 1 m, također tipa Cassegrainova reflektora.
Najpoznatiji optički teleskop u svemiru je Svemirski teleskop Hubble. Hubbleov svemirski teleskop (po Edwinu Hubbleu) je prvi veliki teleskop na umjetnom satelitu u gotovo kružnoj putanji na visini od 600 km. Konstrukcija sadrži Cassegrainov reflektor s glavnim zrcalom promjera 2,4 m. Postavljen je 1990., a pogrešno izvedena optika popravljena je 1993. izravno u putanji. S kamerama za snimanje slika u više spektralnih područja s pomoću spektrografa, namijenjen je proučavanju površina planeta, zvijezda, međuzvjezdanoga materijala i galaktika. Dobivaju se slike s velikom moći razlučivanja kutova (0,1") i spektri velike moći razlučivanja.

## Vrste optičkih teleskopa
Optički teleskopi se razlikuju prema načinu stvaranja slike. To su:
- refraktori
- reflektori
- katadiopteri

### Refraktorski teleskop
Refraktorski teleskop je s optičkom lećom kao objektivom. Prvi refraktori imali su jednostavne leće s pogreškama. Veće akromatske leće izrađivane su od 18. stoljeća, pošto je Joseph von Fraunhofer svladao tehniku izradbe optičkih stakala. Najveći objektiv, promjera 102 cm, ima Zvjezdarnica Yerkes u SAD-u. Refraktori su omiljeni za vizualna opažanja u amaterskoj astronomiji; upotrebljavaju se za opažanje Sunca i u astrometriji.

#### Meridijanski krug
Meridijanski krug je najvažniji instrument za određivanje koordinata zvijezda (deklinacija i rektascenzija) s najvećom točnošću, te za mjerenje zvjezdanoga vremena. Postavlja se u altazimutnoj montaži, tako da se može pomicati duž nebeskoga meridijana, pa se zvijezde promatraju pri prolazu kroz taj meridijan.

#### Pasažni instrument
Pasažni instrument (prema franc. passage: prolaz) je astrometrijski teleskop za određivanje vremena i koordinata nebeskih tijela. Postavlja se na osovinu u smjeru istok–zapad, te se pokreće samo u smjeru sjever–jug. Objekti se promatraju pri prolazu kroz nebeski meridijan. Koristi se sve rjeđe, jer je od njega svestraniji i precizniji meridijanski krug.

#### Univerzalni instrument
Univerzalni instrument je vrsta teleskopa s altazimutnom montažom koji služi za mjerenje kutne visine i azimuta nebeskih tijela (horizontski koordinatni sustav). Posebnost mu je u tome što je okularni dio teleskopa u vodoravnoj osi okomit na objektivni dio, tj. na smjer promatranja i na visinski krug. Za očitavanje kutne visine i azimuta služe okomiti i vodoravni krug s preciznom kutnom podjelom koja se očitava s pomoću mikroskopa. Teodolit je oblik prijenosnog univerzalnog instrumenta.

#### Okomiti krug
Okomiti krug je astrometrijski teleskop za vrlo točno mjerenje kutne visine nebeskih tijela. Učvršćen je tako da se pokreće u bilo kojoj okomitoj ravnini.

#### Zenitni teleskop
Zenitni teleskop je astrometrijski teleskop za vrlo točno mjerenje razlika zenitnih daljina zvijezda i određivanje zemljopisne širine. Jednostavno postavljanje u okomitoj ravnini dopušta korištenje zrcala velike mase. Koristio se za mjerenje kolebanja zemljopisnog pola, što su danas preuzela mnogo točnija radioastronomska mjerenja položaja kvazara. Veliki zenitni teleskop s udubljenom površinom rotirajuće žive kao zrcalom (promjera 6 m i mase oko 3 tone) izgrađen je 2004. u Kanadi (70 km istočno od Vancouvera). Koristi se za astrofizička promatranja (mjerenje crvenoga pomaka galaktika i kvazara, te za otkrivanje dalekih supernova).

### Reflektorski teleskop
Reflektorski teleskop je teleskop kojem je objektiv zrcalo (primarno zrcalo), a razlikuju se prema položaju i svojstvima sekundarnog zrcala i ostalih elemenata kojima se svjetlost dovodi u položaj povoljan za gledanje, snimanje (registriranje) ili spektralnu i polarizacijsku analizu svjetlosti. Tako postoje Gregoryjevi, Newtonovi, Cassegrainovi, Nasmythovi, Ritchey-Chrétienovi načini postave. Reflektori su najveći teleskopi jer su zrcala optički i mehanički pogodnija, upotrebljavaju se u infracrvenom, vidljivom i ultraljubičastom području, a na satelitima se rabe i za stvaranje slike rendgenskih izvora. Najveće cjelovito zrcalo promjera je 8 metara, a mozaik-zrcalo sastavljeno od heksagonalnih elemenata promjera je 10 m (Teleskopi Keck na Havajima). Najveći je satelitski teleskop Hubbleov svemirski teleskop, sa zrcalom promjera 2,4 m. Nove generacije teleskopa upotrebljavaju aktivnu optiku (dijelovi tankog ili mozaičnog zrcala pomiču se servo polugama radi podržavanja točnog oblika površine) i tzv. adaptivnu optiku (optički se prate nehomogenosti u atmosferi pred teleskopom, a njihov se utjecaj u dijelovima sekunde kompenzira malim savitljivim zrcalom postavljenim na put zraka). Svojstva teleskopa znatno se poboljšavaju novim tehnikama detekcije (elektronički uređaj CCD, zapravo poluvodička fotografija) i računalnom obradbom slike, koja također omogućuje automatsko dobivanje podataka. Kombinacija refraktora i reflektora (Schmidtova i Maksutovljeva izvedba) omogućuje konstrukciju s velikim vidnim poljem, što je pogodno za astrografe, a imaju i široku primjenu kao teleobjektivi.

#### Newtonov reflektor
Kako bi izbjegao kromatsku aberaciju u lećama, za koju je smatrao da se ne može ukloniti, Isaac Newton je 1668. konstruirao prvi teleskop s konkavnim zrcalom. Teleskop, koji je 1671. prilikom primanja u članstvo darovao Royal Societyju, čuva se do danas. Najveći suvremeni teleskopi koriste konkavna zrcala.

#### Gregorian reflektor
Gregorian reflektor se sastoji od dva ogledala: primarno veliko ogledalo (konkavni paraboloid) skuplja svjetlost i dovodi ga skoro u žarište, da bi da sekundarno malo ogledalo (konkavni elipsoid) reflektirao nazad, kroz otvor u centru primarnog ogledala, do okulara. U Gregoryjevu teleskopu s provrtanim paraboloidnim zrcalom, opisanim u djelu Napredna optika (Optica Promota, 1663.), sekundarno je zrcalo elipsoidno udubljeno, čime se dobiva uspravna slika. Zbog maloga vidnog polja nije ušlo u širu upotrebu. Ova konstrukcija je uglavnom istisnuta s Cassegrainovim reflektorom, ali za astronome amatere ipak je lakše izraditi Gregorian teleskop, jer je lakše napraviti i testirati sekundarno malo ogledalo. Gregorian reflektor je vrsta reflektorskog teleskopa, koji je konstruirao škotski matematičar i astronom James Gregory u 17. stoljeću, a prvi je sagradio Robert Hooke 1673. Jedino prije toga je napravljen Newtonov reflektor, kojeg je sagradio Isaac Newton, 1668.

#### Cassegrainov reflektor
Cassegrainov reflektor je dalekozor nazvan po francuskom svećeniku Laurentu Cassegrainu (oko 1629. — 1. rujna 1693.),  koji ga je izumio 1672. Svjetlost odbijena od paraboloidnog objektiva (glavnoga zrcala) pada na otklonsko zrcalo oblika hiperboloida, od kojega se pak odbija tako da prođe kroz otvor glavnog zrcala u žarište. Primjenjuje se u astronomiji i kod fotografskih teleobjektiva.

### Katadiopteri
Katadiopteri za skupljanje svjetlosti koriste sustav leća i zrcala. Takva konstrukcija omogućava veliku žarišnu daljinu unutar relativno kratke optičke cijevi. Ovisno o položajima leća i zrcala postoje mnoge vrste katadioptera. U amaterskoj astronomiji najčešće se koriste Schmidt-Cassegrain, Maksutov-Massegrain te Ritchey-Chretien. Najveći svjetski teleskopi su većinom katadiopteri. Svemirski teleskop Hubble je katadiopter tipa Ritchey-Chrétien.

#### Schmidtov teleskop
Schmidtov teleskop  je refleksijski teleskop koji se sastoji od sfernoga zrcala i leće oblikovane tako da korigira sfernu aberaciju zrcala čime se postiže veliko vidno polje bez kome, astigmatizma i distorzije (aberacija). Izumio ga je estonsko-njemački optičar Bernhard Schmidt 1930. Koristi se za snimanje velikih područja nebeske sfere. Astrograf je astronomski instrument širokoga vidnog polja namijenjen fotografiranju neba radi određivanja koordinata položaja nebeskih tijela, izradbe zvjezdanih karata, te otkrivanja planetoida, meteoroida, kometa, promjenljivih zvijezda, supernovih i drugo. Većina su istraživačkih astrografa Schmidtovi teleskopi.

## Dodatna oprema optičkih teleskopa

### Fotometar
Fotometar je instrument za mjerenje jakosti svjetlosti. Temelji se na uspoređivanju osvijetljenosti neke površine od strane poznatog izvora svjetlosti i osvijetljenosti koja potječe od nepoznatog izvora. Stariji tipovi fotometara mjere zatamnjenje, udaljavanje ili primicanje izvora koje je potrebno da bi se izjednačila osvijetljenost dviju površina; mjeri se pomoću vizualnog uspoređivanja (vizualni fotometar). Danas su u primjeni samo fotoelektrični fotometri s fotoćelijama osjetljivima na zračenje. Za pouzdana mjerenja važno je točno poznavati ovisnosti osjetljivosti fotoćelije (fotoelementa) o valnoj duljini zračenja. Linearna ovisnost postiže se uporabom prikladnih filtara. Kod fotometrije vrlo slabih izvora koriste se fotoćelije s dodatnim elektronskim sklopom za umnožavanje sekundarnih elektrona kako bi se dobila struja mjerljive veličine. Fotoelektrični fotometri primjenjuju se u astronomskim i meteorološkim ispitivanjima (na primjer u aktinometriji), u kemijskim i fizičkim istraživanjima i analizama (na primjer u kolorimetriji i spektrofotometriji) i drugo. Postoje i fotometri za uspoređivanje svjetlosti različitih boja (heterokromni fotometar).

### Svjetlomjer
Svjetlomjer je dio fotografske ili filmske opreme, fotometar koji mjereći svjetlosnu jakost omogućuje određivanje elemenata ekspozicije, tj. otvor objektiva i trajanje eksponiranja. Obično je sastavni dio fotografskog aparata, ili je samostalan uređaj. Kao dio fotografskog aparata najčešće služi za određivanje elemenata ekspozicije mjerenjem svjetlosti kroz objektiv aparata, te za odabir načina mjerenja svjetlosti (na primjer po cijeloj površini motiva, ili u pojedinoj točki). Kao samostalan uređaj često se rabi u profesionalnoj fotografiji i na filmu, na primjer pri snimanju u protusvjetlosti, očitavanju elemenata ekspozicije uz približavanje objektu snimanja ili na standardnoj površini (tzv. sivi karton). Kod nekih svjetlomjera jačina svjetlosti mjeri se iz smjera snimanja, a kod drugih na objektu snimanja (uz korištenje odgovarajućega filtra koji je sastavni dio svjetlomjera). U fotografiji se rabe i svjetlomjeri koji mjere svjetlost pod vrlo uskim vidnim kutom (tzv. spotmetar), a služe za određivanje elemenata ekspozicije pri snimanju bljeskalicom (tzv. flešmetar), ili pak služe za rad u fotografskom laboratoriju.

### Interferometar
Interferometar je mjerni instrument koji elektromagnetske ili mehaničke valove izvora prima s pomoću dvaju ili više objektiva (detektora) pa se s pomoću pruga interferencije valova provode precizna mjerenja. Prvi interferometar primijenio je Thomas Young u pokusu (1805.) kojim je istraživao prirodu svjetlosti. Značajan doprinos razvoju interferometara dao je Albert Abraham Michelson: on je s pomoću interferometra (1877.) pokušao izmjeriti brzinu svjetlosti, te je s Edwardom Williamsom Morleyjem je (1887.) dokazao nepostojanje etera. Unaprijedio je i optičke astronomske interforometre kojima je mjerio promjere zvijezda. Polovicom 20. stoljeća, po načelima optičke interferometrije, konstruirani su radiointerferometri sastavljeni od dvaju i više radio teleskopa kojima je izbjegnuta gradnja velikih antena i znatno povećano kutno razlučivanje (dugobazična interferometrija). Danas se optički interferometri široko koriste za brojne namjene u spektroskopiji, astronomiji, fizici, geodeziji i drugim znanostima, industriji i drugo. Ultrazvučni interferometri omogućavaju precizno određivanje brzina ultrazvuka u tekućinama.

### Spektroskop
Među najvažnije spektroskopske tehnike koje se temelje na međudjelovanju tvari s elektromagnetskim zračenjem ubrajaju se:
- na apsorpciji i na emisiji zračenja: spektroskopija ultraljubičastoga zračenja (UV) i vidljivoga zračenja, infracrvenoga zračenja (IR), rendgenskoga zračenja i gama zračenja (Mössbauerov efekt);
- samo na apsorpciji: spektroskopija mikrovalnoga zračenja, elektronske paramagnetske rezonancije (EPR ili ESR) i nuklearne magnetske rezonancije (NMR) te fotoelektronska spektroskopija;
- samo na emisiji: spektroskopija fluorescencije;
- na raspršenju: Ramanova spektroskopija;
- na polarizaciji: spektroskopija optičke rotacijske disperzije (ORD) i cirkularnoga dikroizma (CD).

Najvažnije spektroskopske tehnike koje se temelje na međudjelovanju tvari sa subatomskim i drugim česticama (elektroni, protoni, neutroni, ioni) jesu: Augerova elektronska spektroskopija, neutronska spektroskopija, masena spektrometrija. Uvođenjem lasera kao izvora zračenja mnogostruko se povećala osjetljivost mnogih spektroskopskih tehnika i moć razlučivanja spektara (laserska spektroskopija), te su proširene mogućnosti istraživanja strukture atoma i molekula (spektrometar, spektrofotometar).